# CAESAR (Raumsonde)

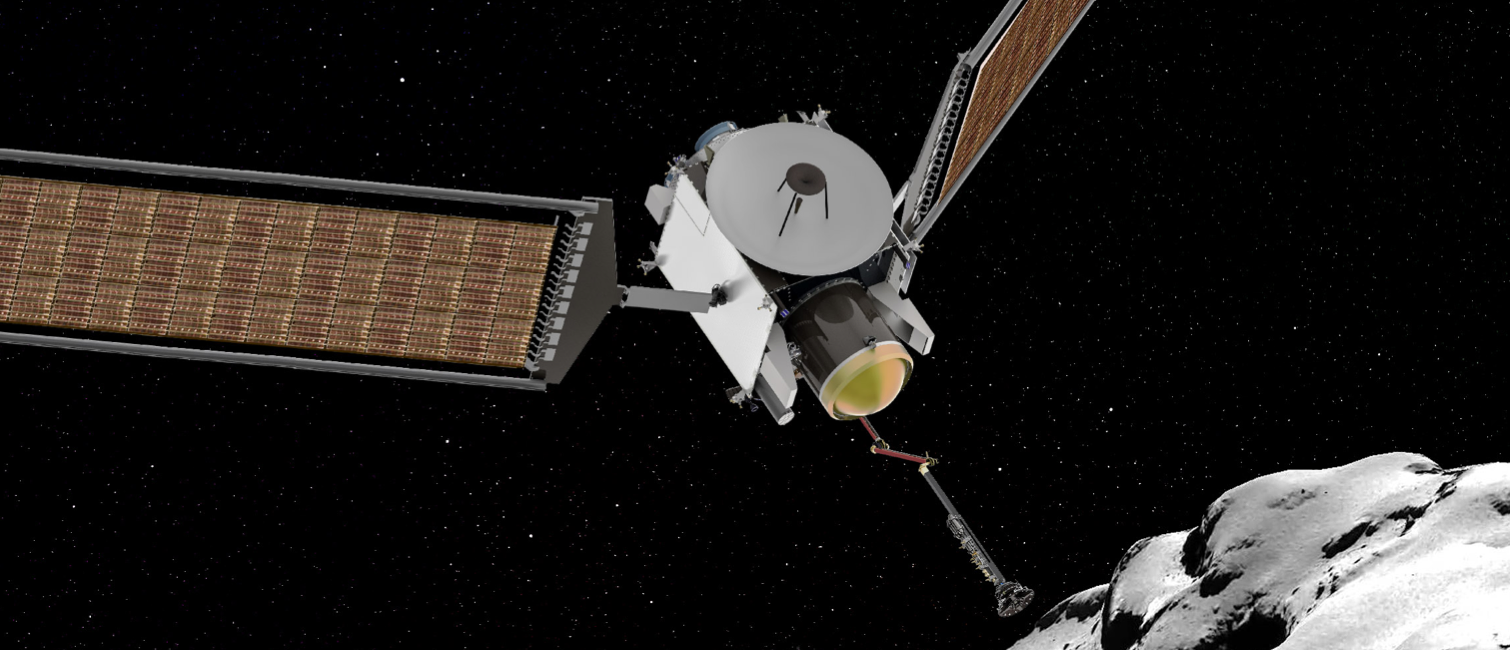

CAESAR (Abkürzung für Comet Astrobiology Exploration Sample Return) ist eine Sample return mission zum Kometen Tschurjumow-Gerassimenko, die als vierte Mission des New-Frontiers-Programms der NASA vorgeschlagen wurde.

## Mission
Die Idee ist eine Raumsonde, die 2024[veraltet] oder 2025 zum Kometen Tschurjumow-Gerassimenko gestartet wird, um Proben zurück zur Erde zu bringen. Der Komet wurde ausgewählt, da er durch die ESA-Mission Rosetta bereits intensiv erforscht wurde und man die Sonde so an die Bedingungen des Kometen anpassen kann, was die Erfolgschance erhöht. CAESAR würde nicht auf ihm landen, sondern die Proben lediglich mit einem Roboterarm aufsammeln, der nur kurz mit der Oberfläche in Kontakt kommt, ähnlich wie bei OSIRIS-REx. Keine einzelne Probe darf größer als 4,5 cm sein. Während des Rückweges zur Erde werden flüchtige und feste Stoffe getrennt. 2038 würde die Rückkehrkapsel in die Erdatmosphäre eintreten.

## Auswahl
CAESAR wurde zusammen mit zwölf weiteren Entwürfen für die vierte Mission des New-Frontiers-Programms vorgeschlagen, darunter waren eine Mission zu Enceladus, ein Lander für die Venus und eine Atmosphärensonde für Saturn. CAESAR und Dragonfly, eine Sonde zum Saturnmond Titan, die an verschiedenen Orten auf Titan landet, wurden als Finalisten ausgewählt und bekamen beide 4 Millionen Dollar, um ihre Konzepte zu verfeinern. Im Juni 2019 fiel die Entscheidung für Dragonfly.

## Antrieb
Sollte CAESAR realisiert werden, wird sie mit einem leistungsstarken Ionenantrieb fliegen, ähnlich wie die japanische Sonde Hayabusa 2.